# NGC 1741B
NGC 1741B هو اصطدام مجري، يقع في كوكبة النهر.

## روابط خارجية
- NGC 1741B على موقع ويكي سكاي: DSS2, SDSS, GALEX, IRAS, Hydrogen α, X-Ray, Astrophoto, Sky Map, Articles and images